# Gijsbrecht IV van Amstel
Gijsbrecht IV, heer van Amstel (ca. 1230 – ca. 1303) was heer van Amstelland. In de geschiedenis van Nederland is Gijsbrecht IV het bekendst van het complot tegen graaf Floris V van Holland.
Hij was een zoon van Gijsbrecht III van Amstel en Beerta/Bertha van Oogstgeest of van Aleidis van Cuyck.
Gijsbrecht IV huwde mogelijk met ene Johanna van der Lede, een (bastaard)dochter van Jan I van der Lede, met wie hij minstens een zoon, Jan I van Amstel en dochter Elisabeth van Amstel kreeg. Jan II van der Lede wordt als zwager van Gijsbrecht gezien.
Gijsbrecht is het hoofdpersonage in Joost van den Vondels toneelstuk Gijsbrecht van Aemstel. Het verhaal speelt zich echter af tijdens het Beleg van Amsterdam in het jaar 1303, waar Gijsbrechts zoon Jan voornamelijk bij betrokken was. Men gaat ervan uit dat zowel Gijsbrecht als zijn zoon als voorbeeld dienden voor het hoofdpersonage.

## Levensloop
Gijsbrecht werd vermoedelijk geboren in het slot van Ouderkerken, gelegen aan de rivier de Amstel waaraan de familie haar naam ontleende. De funderingen van het slot liggen waarschijnlijk onder de Joodse begraafplaats. Hij komt voor het eerst voor in geschriften uit 1252, waarin hij dat jaar zijn zegelring laat maken samen met de broers Gijsbrecht en Wouter Uytengoye.
Net als zijn voorgangers is Gijsbrecht eropuit om zijn gebied van Amstelland uit te breiden. Hij moet echter inbinden vanwege het voorval van zijn vader en toont zich loyaal aan de bisschop van Utrecht. Zijn eerste strijd heeft hij echter al in 1257 met de bisschop en die liep ongelukkig af. Bij de verzoening te Bodegraven in 1257 werden hem vernederende voorwaarden opgelegd. Is daarna in 1257 aanwezig bij een verzoening tussen de graaf van Vlaanderen en hertog van Gelre en treedt in 1261 op als getuige bij een verzoening tussen bisschop Hendrik van Vianden en Otto II van Gelre. Daarbij werd Gijsbrecht in al zijn rechten hersteld.
Gijsbrecht weet met zijn broers Willem en Arnoud van Amstel veel grondgebied te vergaren en door middel van leenbeheer veel geld te verdienen. Delen van de winst uit de landgoederen bij Diemen worden aan het Sint Janskapittel besteed. Ook de tienden van Kalslagen, Loenen en Nieuwveen leveren veel geld op. Op enig moment komen Gijsbrecht en zijn broers in dispuut met Lombardische heren die ook op landgoederen uit zijn. In deze twist wordt bemiddeld en verzoend door de bisschop van Utrecht. In 1265 komt hij voor onder de vier ridders die door de bisschop werden aangewezen in een arbitrage-verdrag met Gelre, en in 1266 maakte hij deel uit van de Raad van de jeugdige graaf Floris V.

### Bezittingen
De bezittingen en gebieden van de familie Van Amstel, opgebouwd in meerdere generaties, waren aanzienlijk:
- Het land van Amestelle; de oudste bezitting waaraan het geslacht haar naam ontleende
- Mijdrecht
- Diemen
- Bindelmerebroec met het Reyghersbosch (de Blijmerlanden)
- Muiden en Muiderpoort en alles wat daartoe behoorde; het slot, de stad en de Ban van Muiden
- Wispe (Weesp en Weesperkarspel)
- 't Goet bi der Vecht (het land op de linker Vechtoever tussen Weesperkarspel en Loenen)
- Loenen met het huis Kroonenburg
- Vreeland (in pandschap)
- Nardingerlant of ook wel Gooiland met al zijn toebehoren
- de Heerlijkheid Mijnden (omstreeks 1200 afgezonderd ten behoeve van Egidius, de broer van Gijbrecht II, waarvan de nakomelingen zich Mijnden noemden)
- de Heerlijkheid IJsselstein (toebedeeld aan Arent, de broer van Gijsbrecht IV) en goederen in Lopik en Schalkwijk

### Opstand

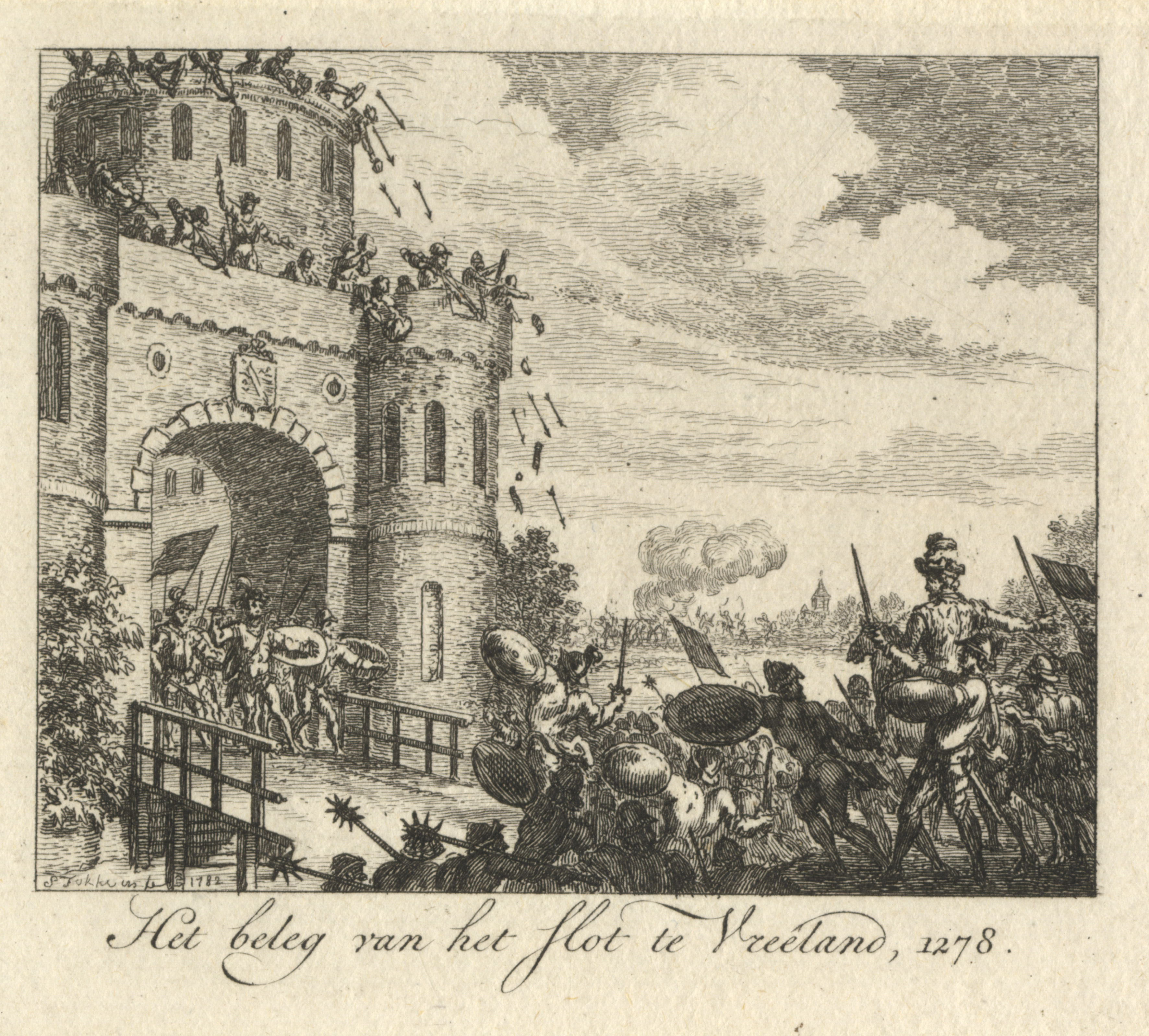
Beleg van kasteel Vreeland in 1278 door Floris V van Holland, prent Simon Fokke.

In 1268 (tot 1275) vinden we Gijsbrecht aan het hoofd van de Kennemers, die na in Holland een boerenopstand te hebben verwekt, Utrecht korte tijd innamen en enige kastelen verwoestten. Het is niet onwaarschijnlijk dat hem bij de latere verzoening met de nieuwe bisschop van Utrecht, Jan van Nassau, het slot Vredelant, dat hij tevergeefs had belegerd, in pandschap is gegeven. In 1273 komen de leenheren van de bisschop nogmaals in opstand. Dit wordt mede veroorzaakt doordat de bisschop steeds meer rente vraagt aan zijn ondergeschikte landheren die eigenlijk onafhankelijk willen worden. Gijsbrecht besluit net als Zweder van Abcoude en Herman VI van Woerden landerijen te verkopen, o.a. op Texel en Calslagen, zodat het Sticht Utrecht deze niet meer kon innemen. De bisschop komt dan tot de conclusie dat hij de macht over zijn leenheren niet meer aan kan en besluit de landerijen aan de westkant van het Sticht te verkopen aan Floris V van Holland.
Op 6 april 1278 komt een nieuwe verzoening tot stand tussen alle partijen (graaf van Holland, bisschop van Utrecht en verscheidene heren). In 1279 rezen echter opnieuw geschillen tussen Utrecht en Amstel en wel over de tol die Gijsbrecht in Vreeland hief. In de zomer van 1279 leed bisschop-elect Jan van Nassau bij Soester Eng een nederlaag tegenover de Amstelheren. Toch kwam nu graaf Floris V de elect te hulp. In april 1280 werd Gijsbrecht bij Loenen door Jan II van Renesse verslagen en gevangengenomen. Daarop moest zijn broer Arent het slot Vreeland dat door Floris werd belegerd, overgeven. De beide broers werden in Zeeland gevangen gehouden. Op 27 oktober 1285 kwam een verdrag tot stand waarbij Gijsbrecht zich aan de graaf onderwierp en zijn leenman werd. De opstand was nu in handen van graaf Floris die deze in 1288 de kop wist in te drukken. Floris verplichtte Gijsbrecht hem 2000 pond te betalen, de schuld die hij eerst had uitstaan bij de bisschop van Utrecht. Hij leende dit bedrag bij Jan II van der Lede. De verhouding tussen Floris en Gijsbrecht schijnt later goed te zijn geweest.

### Complot
Gijsbrecht was rond 1290 een van de belangrijkste Hollandse edellieden. In 1291 nam hij de eerste plaats in in de raad, die 's Graven gemalin Beatrijs, tijdens de afwezigheid van haar gemaal, ter zijde stond.
Het ging fout toen Floris zijn bondgenoot Eduard I van Engeland in 1296 wegens een conflict over de wolhandel aan de kant schoof ten gunste van de Franse bondgenoot Filips IV. Via een door zijn verbindingsman, Jan I van Cuijk, opgezet plan ondernam de Engelse koning stappen om Floris aan de kant te schuiven en gevangen te nemen. De opzet was vermoedelijk de graaf via Muiden naar Engeland te ontvoeren of naar Brabant, waar Jan van Cuijk een invloedrijke positie als raadsheer van de hertog van Brabant, Jan II, had. Van Amstel, Van Cuijk, Van Woerden en anderen werden hiervoor financieel gecompenseerd door de koning, zoals blijkt uit aantekeningen in het 'Wardrobebook' uit zijn 25e regeringsjaar.
Tijdens een valkenjacht op de stadsweide, een op een halve mijl ten westen van de stad Utrecht gelegen eigendom van Gijsbrecht (volgens sommige geschiedschrijvers echter bij de Egelshoek bij Hilversum), werd Floris gevangengenomen door Gijsbrecht van Amstel, Herman van Woerden, Willem van Zaanden, Arent van Benschop, Gerard van Craayenhorst, Willem van Teylingen en Gerard van Velsen. Het nieuws van zijn gevangenneming lekte echter snel uit en onder het volk, bij wie Floris erg populair was, ontwikkelde zich het plan hem te bevrijden.
Gijsbrecht van Amstel was vermoedelijk al op 23 juni uitgeweken naar Brabant en niet op het Muiderslot aanwezig geweest. Ook Herman van Woerden was waarschijnlijk op de fatale dag van de moord niet aanwezig en naar Brabant gevlucht. Op de vijfde dag van de ontvoering, op 27 juni 1296, zagen de ontvoerders de Kennemers bij het kasteel aankomen en maakten zich gereed voor de vlucht. In de loop van de middag werd de graaf die men een 'grawen roc' had aangetrokken om niet herkenbaar te zijn, op een paard gezet. Zijn voeten werden onder de buik van het paard gebonden en een handschoen in zijn mond gedaan. Zo vertrok de stoet met Van Velsen en enkele schildknapen voorop als verkenners.
Over de toedracht van de fatale afloop van deze ontsnappingspoging bestaan twee enigszins verschillende lezingen.
Volgens Melis Stoke stuitten de ontvoerders, bij Naarden aangekomen, op een groep Naardingers die zich in het koren hadden verstopt. Op de vraag van Gerard van Velsen wat zij zochten, antwoordden zij dat wat zij (de ontvoerders) bij zich hadden, de graaf. Daarop keerde Gerard van Velsen zijn paard en reed terug naar de groep. Hij trok zijn zwaard en wilde daarmee de graaf treffen. Deze trachtte de slag te ontwijken en spoorde zijn paard aan om over een sloot te springen. Maar het paard viel met ruiter en al in de sloot. Gerard van Velsen steeg nu van zijn paard en sloeg met zijn zwaard op de graaf in. Ook Diederik, een knaap van Herman van Woerden en een niet bij name genoemde derde sloegen en staken op de graaf in waardoor hij meer dan twintig diepe wonden opliep. Intussen was het paard van Gerard van Velsen zo ver weggelopen dat hij daarmee niet kon ontkomen aan de Naardingers die naar de plek des onheils toesnelden. Hij kreeg daarom het paard van zijn knaap en ging er meteen vandoor. Hetzelfde deden de andere ontvoerders. De knaap die niet kon ontkomen, werd ter plaatse gedood.
Volgens Willem Procurator, die weer andere bijzonderheden moet hebben gehoord, waren de ontvoerders nog niet ver gevorderd toen zij een groep Naardingers zagen die hen tegemoet kwam. De ontvoerders verlieten daarop het pad en haastten zich dwars door de velden via omwegen, waarbij zij te paard over sloten sprongen. Maar het paard van graaf Floris was oud en zwak en kon de sprong over een brede sloot niet maken. Het paard struikelde en kwam met zijn ruiter in de modderige sloot terecht. Omdat ze hem er niet uit konden trekken en de Naardingers al dicht genaderd waren, hebben zij de graaf gedood. De Procurator geeft een bijzonderheid die bij Stoke ontbreekt, namelijk dat enkele van de ontvoerders de graaf wilden laten bevrijden, omdat het niet in de bedoeling had gelegen de graaf te vermoorden en zich uit afschuw tegen hun eigen bloedverwanten keerden. Maar omdat de anderen beducht waren voor de gevolgen voor henzelf, hebben die de graaf gedood. Dit gebeurde 'met een zo grote drift (...) bij sommige van de beulen aanwezig dat zij, zodra zij nette mensen zagen die de zeer zachtmoedige graaf wilden verdedigen, niet op de vlucht sloegen maar zich met de wapens in de met bloed besmeurde hand gevangen lieten nemen.'
Gerard van Velsen werd later gepakt en waarschijnlijk gemarteld voor een bekentenis. Toch is het onzeker of hij na zijn bekentenis ook werd terechtgesteld. Oorkonden van 31 mei 1303, waarin een aantal edelen belooft graaf Jan II te zullen steunen om de samenzweerders en hun nakomelingen uit het land te houden, noemen expliciet Gijsbrecht van Amstel, Herman van Woerden en Gerard van Velsen.
De samenzweerders die, door op tijd te vluchten naar het buitenland hun leven hadden gered, waren hun bezittingen in Holland kwijt; hun lenen vielen terug aan de grafelijkheid. Gijsbrecht IV van Amstel en Herman VI van Woerden sleten - ondanks pogingen tot rehabilitatie via de Engelse koning en de hoop op hun bezittingen terug te keren - de rest van hun leven als ballingen. Gijsbrecht bracht zijn ballingschap eerst door onder bescherming van de hertog van Brabant in Den Bosch in het hertogdom Brabant. Later was hij in de Betuwe gevestigd (de omgeving van Oss). 
Na 1304 wordt hij niet meer genoemd.
Het is aannemelijk dat Gijsbrecht in Kleef (Kleve) overleden is. Hij heeft er tijdens zijn ballingschap gewoond en zijn zoon Jan wordt ook als leenman van Kleef genoemd. Een huis achter de grote kerk van Kleef is waarschijnlijk zijn woning geweest en aangenomen kan worden dat hij daar ook overleden is. Het is nog door zijn nakomelingen bewoond tot 1441, toen Anna van Wish, kind van Gijsbrechts achterkleindochter Elisabeth van Amstel, het verkocht aan de hertog en naar Kalkar verhuisde. 
De gevolgen van de moord op graaf Floris waren in velerlei opzichten rampzalig. In bestuurlijk opzicht ontstond een chaos doordat tal van adellijke geslachten waren uitgeschakeld. Ook degenen die niet aan de samenzwering hadden deelgenomen, ondervonden er de financiële schade van doordat ze als borgen bij eerdere overeenkomsten hadden gefungeerd.

## Voorouders
| Voorouders van Gijsbrecht IV van Amstel (1230-1303) | Voorouders van Gijsbrecht IV van Amstel (1230-1303)                 | Voorouders van Gijsbrecht IV van Amstel (1230-1303)                 | Voorouders van Gijsbrecht IV van Amstel (1230-1303)                 | Voorouders van Gijsbrecht IV van Amstel (1230-1303)                 | Voorouders van Gijsbrecht IV van Amstel (1230-1303)                 | Voorouders van Gijsbrecht IV van Amstel (1230-1303)                 | Voorouders van Gijsbrecht IV van Amstel (1230-1303)                 | Voorouders van Gijsbrecht IV van Amstel (1230-1303)                 |
| --------------------------------------------------- | ------------------------------------------------------------------- | ------------------------------------------------------------------- | ------------------------------------------------------------------- | ------------------------------------------------------------------- | ------------------------------------------------------------------- | ------------------------------------------------------------------- | ------------------------------------------------------------------- | ------------------------------------------------------------------- |
| Overgrootouders                                     | Gijsbrecht I van Amstel (1145 - 1201) ∞ ?(-)                        | Gijsbrecht I van Amstel (1145 - 1201) ∞ ?(-)                        | ?(-) ∞ ?(-)                                                         | ?(-) ∞ ?(-)                                                         | ?(-) ∞ ?(-)                                                         | ?(-) ∞ ?(-)                                                         | ?(-) ∞ ?(-)                                                         | ?(-) ∞ ?(-)                                                         |
| Grootouders                                         | Gijsbrecht II van Amstel (1175 - 1234) ∞ ?(-)                       | Gijsbrecht II van Amstel (1175 - 1234) ∞ ?(-)                       | Gijsbrecht II van Amstel (1175 - 1234) ∞ ?(-)                       | Gijsbrecht II van Amstel (1175 - 1234) ∞ ?(-)                       | ?(-) ∞ ?(-)                                                         | ?(-) ∞ ?(-)                                                         | ?(-) ∞ ?(-)                                                         | ?(-) ∞ ?(-)                                                         |
| Ouders                                              | Gijsbrecht III van Amstel (1200 - 1252) ∞ Bertha van Oogstgeest (-) | Gijsbrecht III van Amstel (1200 - 1252) ∞ Bertha van Oogstgeest (-) | Gijsbrecht III van Amstel (1200 - 1252) ∞ Bertha van Oogstgeest (-) | Gijsbrecht III van Amstel (1200 - 1252) ∞ Bertha van Oogstgeest (-) | Gijsbrecht III van Amstel (1200 - 1252) ∞ Bertha van Oogstgeest (-) | Gijsbrecht III van Amstel (1200 - 1252) ∞ Bertha van Oogstgeest (-) | Gijsbrecht III van Amstel (1200 - 1252) ∞ Bertha van Oogstgeest (-) | Gijsbrecht III van Amstel (1200 - 1252) ∞ Bertha van Oogstgeest (-) |